# Aad Mansveld
Adriaan (Aad) Mansveld (Den Haag, 14 juli 1944 - aldaar, 5 december 1991) was een Nederlands voetballer. De libero begon zijn carrière bij ADO in 1964 en bleef de club jarenlang trouw. Aan het eind van zijn loopbaan speelde hij nog enkele seizoenen voor Feyenoord en FC Utrecht, om vervolgens zijn loopbaan in 1982 te beëindigen bij zijn eerste en enige liefde FC Den Haag. Hij speelde in totaal 460 wedstrijden in de Eredivisie voor ADO en FC Den Haag, waarin hij als laatste man het ongebruikelijk aantal van 69 doelpunten maakte. In totaal maakte hij 77 doelpunten in de Eredivisie.

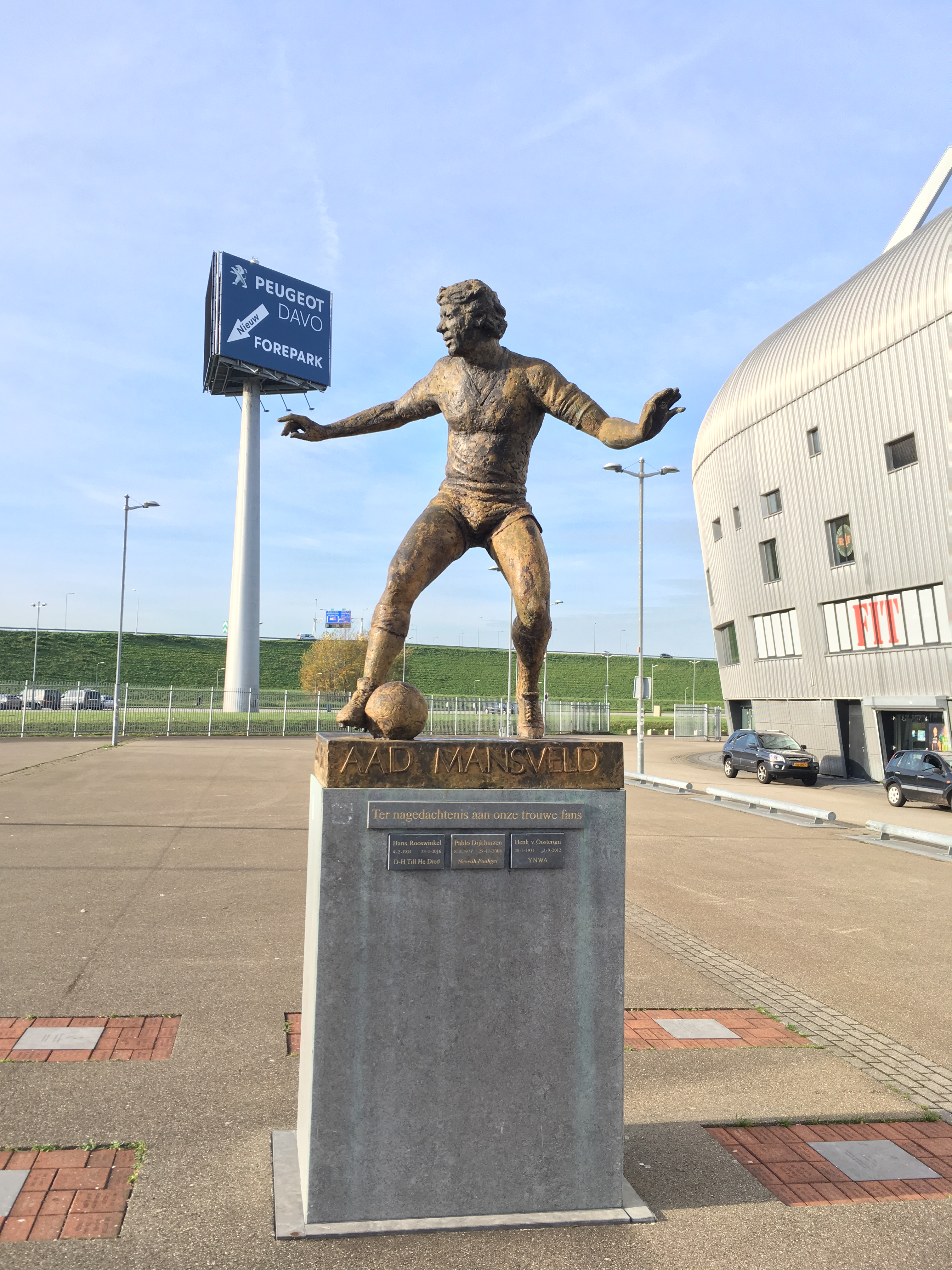
Standbeeld van Mansveld naast het Bingoal Stadion van ADO Den Haag

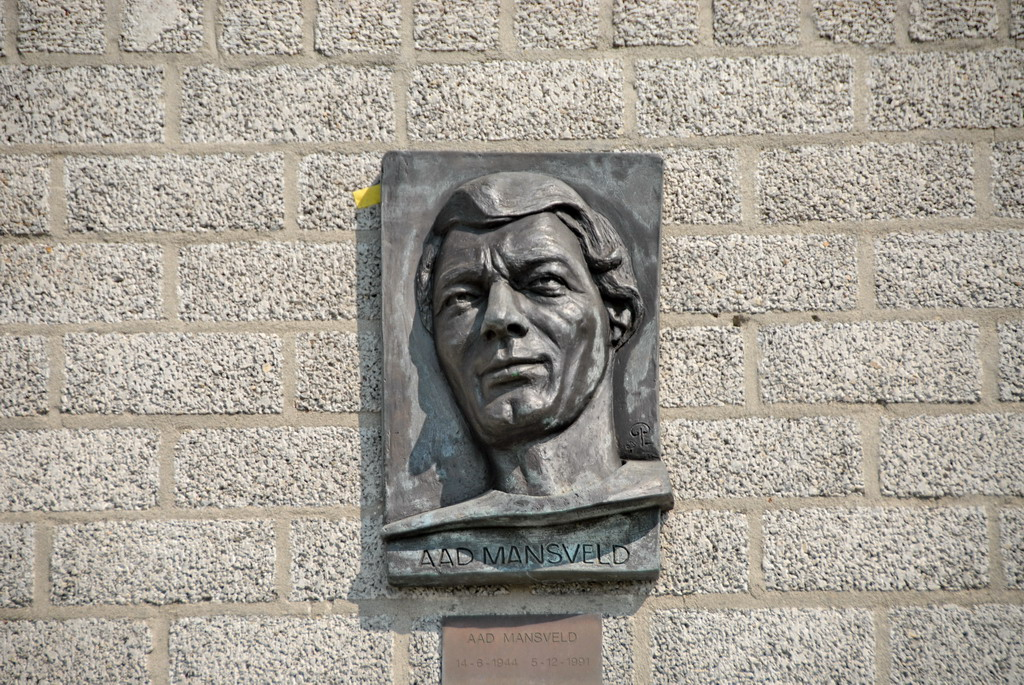
Buste van Mansveld bij het Zuiderparkstadion

## Biografie
Net als zijn vader leerde Aad Mansveld het vak van verwarmingsmonteur dat hij tot 1968 beoefende. (Pas in 1970 werd Mansveld fulltime profvoetballer.) Sinds zijn achtste jaar was hij al lid van de Haagse voetbalvereniging ADO en op zijn vijftiende koos hij voor een profcarrière bij de club. Op 20-jarige leeftijd maakte hij als voorstopper zijn debuut in het eerste profelftal van ADO en speelde, 194 wedstrijden en scoorde 22 doelpunten in dat elftal. Als voorstopper ontwikkelde Aad Mansveld zijn grootste kwaliteiten: het inschuiven op het middenveld, het schot van lange afstand en de feilloze pass over tientallen meters. Ook werd hij gevreesd door het opzetten van een-tweetjes met zijn middenvelders (Dick Advocaat, Piet de Zoete) teneinde tot scoringspogingen te komen. Een vergelijking met de stijl van Franz Beckenbauer ligt daarbij voor de hand. Als aanvoerder van het team was hij het boegbeeld, een situatie waaraan hij als risicominnend voetballer enigszins moest wennen. Een voorbeeld dat hierin vaak wordt geciteerd is zijn opzettelijke handsbal in een wedstrijd tegen Ajax teneinde ervoor te zorgen dat Ajax de wedstrijd won. Dit was nodig omdat ADO in 1968 de KNVB beker van Ajax had gewonnen en deel kon nemen aan het toenmalige Europa Cup II-toernooi als Ajax kampioen zou worden. Door de handsbal kreeg Ajax een penalty, scoorde en won met moeite de wedstrijd.
Door zijn goede prestaties kwam hij in de belangstelling van clubs als Ajax, PSV, Feyenoord en het Belgische Anderlecht, maar als Hagenees kon hij kennelijk niet buiten het Zuiderpark en bleef Mansveld bij ADO. Na de fusie van ADO met Holland Sport (1971) ging Mansveld mee naar FC Den Haag waar hij het – met twee onderbrekingen – tot 266 wedstrijden (47 doelpunten) bracht. In 1972 debuteerde Mansveld in het Nederlands elftal; hij bracht het tot zes interlands. De concurrentie op zijn positie was in de aanloop naar het WK 1974 groot, bijvoorbeeld in de persoon van de Ajacied Ruud Krol. Mansveld ging niet mee naar het WK in Duitsland; hij scheurde in maart 1974 een enkelband. In 1975 won ADO de KNVB beker voor de tweede keer en het seizoen daarop speelde de club weer in het EC II-toernooi.
In een kwartfinalewedstrijd, in het Zuiderpark tegen West Ham United, scoorde Mansveld een loepzuivere hattrick: drie goals binnen 38 minuten in één speelhelft. Mansveld stapt aan het begin van het seizoen 1977/78 over naar Feyenoord. Bij deze Rotterdamse club speelde hij 35 competitiewedstrijden waarin hij acht keer doel trof. In januari 1979 keert hij alweer naar FC Den Haag terug om in 1981 naar FC Utrecht te verkassen. Ook Mansvelds Utrechtse carrière eindigde snel: in december 1981 speelde hij alweer bij FC Den Haag dat in grote degradatienood verkeerde. Mansveld kon het tij echter niet keren en FC Den Haag daalde naar de eerste divisie af. Na zijn spelerscarrière was Mansveld trainer bij de jeugd van FC Den Haag, amateurvereniging HVV Laakkwartier (1981), H.s.v. Oranje Blauw (1983) en SV '35 (1986/87) . Van 1987 tot 1991 was hij opnieuw hoofdtrainer bij HVV Laakkwartier.

## Mythevorming
Aad (Haags: Aadsjuh) Mansveld is de onbetwiste clublegende en toonbeeld van onverzettelijkheid en de spreekwoordelijke 'Haagse Bluf'. De langezijde in het Zuiderparkstadion was als eerbetoon naar hem vernoemd. In het nieuwe Cars Jeans Stadion staat op het Haagse Heldenplein een standbeeld van Mansveld. Ook is de korte zijde naar hem vernoemd: De Aad Mansveld Tribune. Als speler won hij tweemaal de KNVB beker in 1968 en 1975. Mansveld overleed op 5 december 1991 aan de gevolgen van longkanker. Mansveld - een fervent roker - had van 1968 tot 1969 een eigen sigarenwinkel. Hij was getrouwd en had twee kinderen. Zijn zoon Ruud is een groot pleitbezorger voor ADO Den Haag en onder meer beheerder van de fanshop in het nieuwe stadion. Tijdens de opening van het nieuwe stadion werd een bronzen standbeeld – gemaakt door de Haagse beeldhouwer Loek Bos - van Aad onthuld.
Den Haag heeft een Aad Mansveldstraat. Over het tot stand komen van deze naamgeving was ophef op lokaal niveau. De indruk werd gewekt dat de naamgeving van een volkse stadsheld niet zou passen in een klaarblijkelijk chique woonomgeving. De gemeentecommissie Straatnaamgeving ging niet op de bezwaren van toekomstige bewoners in. (Andere straten in het nieuwbouwbuurtje zijn genoemd naar andere (Haagse) sporters: Beb Bakhuijs, Abe Lenstra en Bertus de Harder bv.)

## Boek
In juli 2019 kwam het boek "Ruwe bolstâh" uit over Mansveld geschreven door Ruud Doevendans.

## Statistieken

### Periode ADO
| seizoen     | club        | land        | competitie  | wed. | goals |
| ----------- | ----------- | ----------- | ----------- | ---- | ----- |
| 1964/65     | A.D.O.      | Nederland   | Eredivisie  | 7    | 0     |
| 1965/66     | A.D.O.      | Nederland   | Eredivisie  | 28   | 1     |
| 1966/67     | A.D.O.      | Nederland   | Eredivisie  | 31   | 3     |
| 1967/68     | A.D.O.      | Nederland   | Eredivisie  | 33   | 8     |
| 1968/69     | A.D.O.      | Nederland   | Eredivisie  | 27   | 5     |
| 1969/70     | A.D.O.      | Nederland   | Eredivisie  | 34   | 3     |
| 1970/71     | A.D.O.      | Nederland   | Eredivisie  | 34   | 2     |
| 1971/72     | FC Den Haag | Nederland   | Eredivisie  | 34   | 9     |
| 1972/73     | FC Den Haag | Nederland   | Eredivisie  | 33   | 7     |
| 1973/74     | FC Den Haag | Nederland   | Eredivisie  | 18   | 3     |
| 1974/75     | FC Den Haag | Nederland   | Eredivisie  | 34   | 4     |
| 1975/76     | FC Den Haag | Nederland   | Eredivisie  | 28   | 9     |
| 1976/77     | FC Den Haag | Nederland   | Eredivisie  | 31   | 7     |
| 1978/79     | FC Den Haag | Nederland   | Eredivisie  | 16   | 1     |
| 1979/80     | FC Den Haag | Nederland   | Eredivisie  | 30   | 5     |
| 1980/81     | FC Den Haag | Nederland   | Eredivisie  | 31   | 2     |
| 1981/82     | FC Den Haag | Nederland   | Eredivisie  | 11   | 0     |
| Club totaal | Club totaal | Club totaal | Club totaal | 460  | 69    |

### Periode Feyenoord
| seizoen     | club        | land        | competitie  | wed. | goals |
| ----------- | ----------- | ----------- | ----------- | ---- | ----- |
| 1977/78     | Feyenoord   | Nederland   | Eredivisie  | 22   | 7     |
| 1978/79     | Feyenoord   | Nederland   | Eredivisie  | 13   | 1     |
| Club totaal | Club totaal | Club totaal | Club totaal | 35   | 8     |

### Periode FC Utrecht
| seizoen     | club        | land        | competitie  | wed. | goals |
| ----------- | ----------- | ----------- | ----------- | ---- | ----- |
| 1981/82     | FC Utrecht  | Nederland   | Eredivisie  | 11   | 0     |
| Club totaal | Club totaal | Club totaal | Club totaal | 11   | 0     |